# Nikolai Iwanowitsch Saltykow

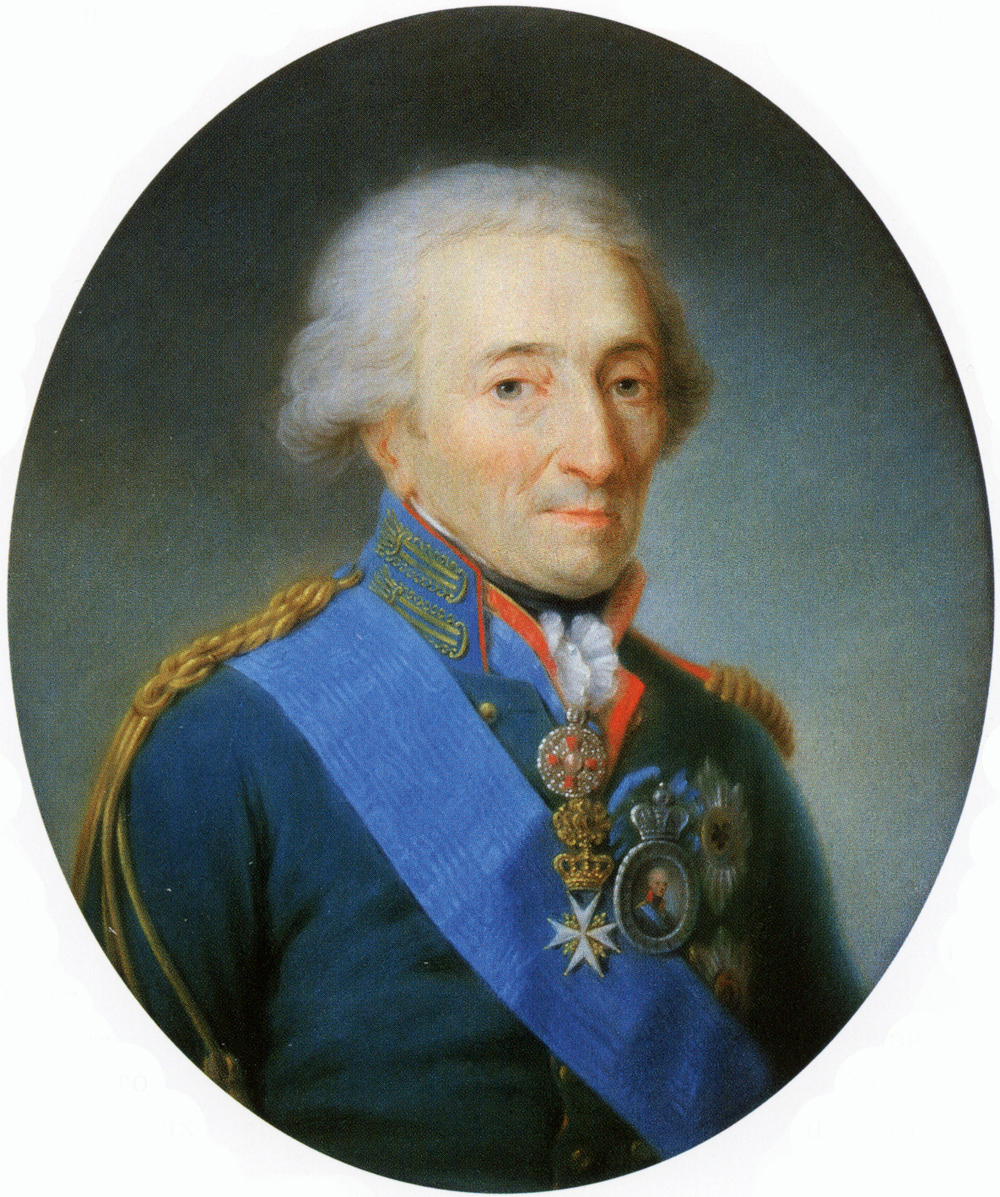
Nikolai Saltykow, Porträt von Martin Ferdinand Quadal (1807)

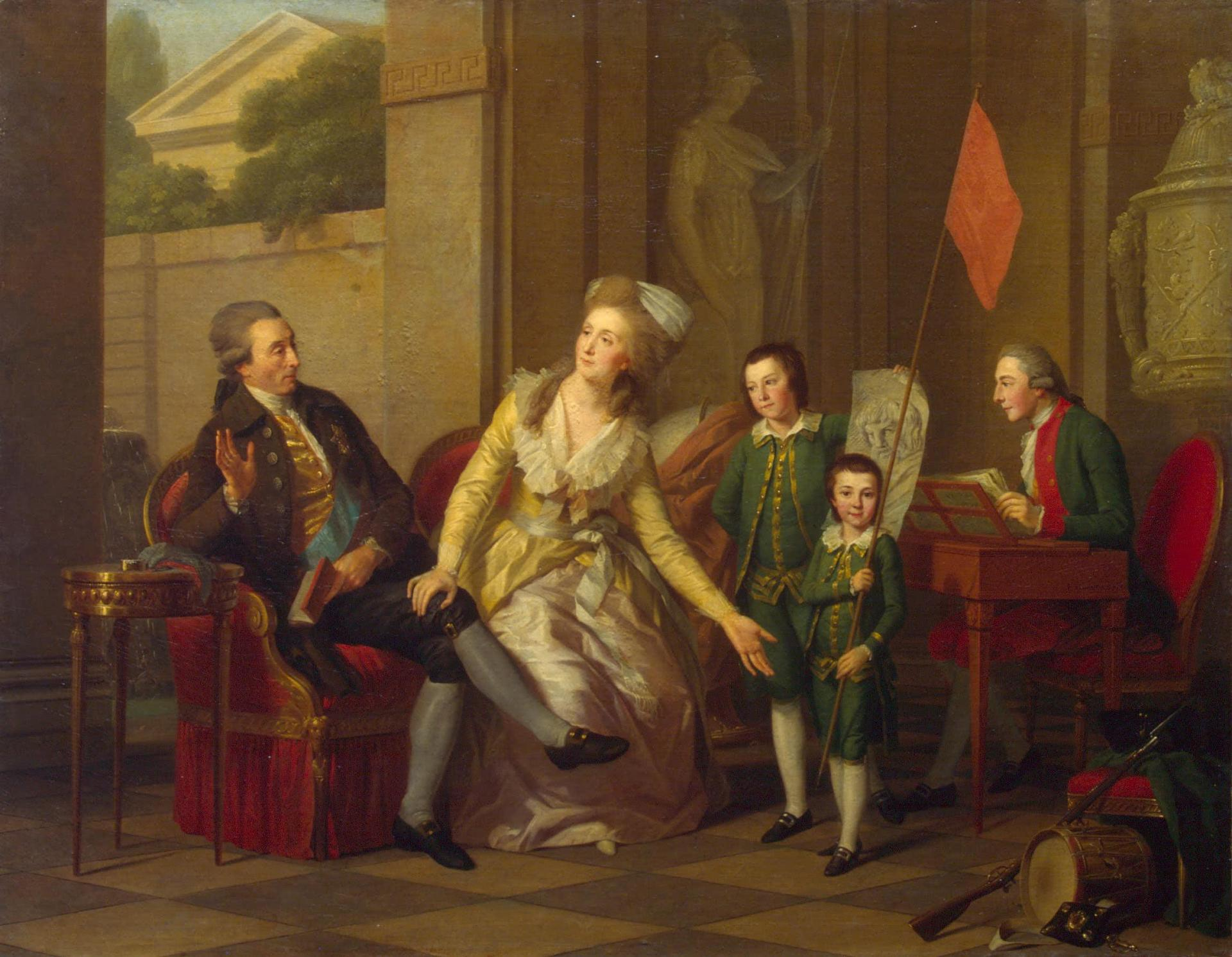
Familie Saltykow, Gemälde von Johann Friedrich August Tischbein (1782)

Nikolai Iwanowitsch Saltykow, seit 1790 Graf, seit 1814 Fürst, (russisch Николай Иванович Салтыков; * 20. Oktoberjul. / 31. Oktober 1736greg. in St. Petersburg; † 4. Maijul. / 16. Mai 1816greg.) war ein russischer Staatsmann und Feldmarschall.

## Leben

### Herkunft und Familie
Nikolai war ein Sohn des russischen General en chef Iwan Alexejewitsch Saltykow († 1773) und Anastasia Petrowna, geborene Tolstoi. Er vermählte sich 1762 mit Natalia Wladimirowna Dolgorukowa (1737–1812), einer Tochter von Wladimir Petrowitsch Dolgorukow († 1761). Aus der Ehe sind drei Söhne, der Kammerherr Dmitri (1767–1826) sowie die Geheimräte Alexander (1775–1837) und Sergei (1777–1828) hervorgegangen.

### Werdegang
Saltykow trat 1747 als Gemeiner in das Semjonowski-Leibgarderegiment der Kaiserlich Russischen Armee ein und nahm 1748 mit diesem an der Rheinkampagne teil. Im Siebenjährigen Krieg avancierte er nach Kunersdorf zum Oberstleutnant, war 1761 an der Einnahme von Kolberg beteiligt und wurde 1762 zum Generalmajor ernannt. Zwischen 1763 und 1768 operierte er in Polen. Im Türkenkrieg nahm er an der Eroberung Chotyns teil. Nach etwa vierjähriger gesundheitsbedingter Abwesenheit wurde er 1773 zum General en chef sowie zum Vizepräsidenten des Kriegskollegiums ernannt. Gleichzeitig ersetzte er Panin als Gouverneur beim Großfürsten Paul Petrowitsch und begleitete diesen nach Berlin zu dessen Vermählung. 1783 wurde er zum Prinzenerzieher der Großfürsten Alexander und Konstantin ernannt. 1788 übertrug man ihm die Oberverwaltung des Kriegsdepartements. Anlässlich des Friedens von Värälä wurde Saltykow in den Grafenstand erhoben. Paul I. ernannte ihn am zweiten Tag seiner Regierung zum Feldmarschall und Präsidenten des Kriegskollegiums. Alexander I. wiederum machte Saltykow 1812 zum Präsidenten des Reichsrates und des Ministerkomitees, erhob ihn zudem 1814 mit seinen Deszendenzen in den Fürstenstand.
Saltykow war Träger des Ordens des Heiligen Andreas des Erstberufenen, Alexander-Newski-Ordens, des Wladimirordens I. Klasse, des St.-Annen-Ordens, des Ordens des Heiligen Johannes von Jerusalem, des  Weißen Adlerordens sowie Großmeister des Malteserordens.